# 麥克亨利縣 (北達科他州)
麥克亨利縣（英語：McHenry County）是美國北達科他州北部的一個縣。面積4,854平方公里。根据美國2000年人口普查，共有人口5,987人。縣治陶納（Towner）。
麥克亨利縣成立於1873年1月4日，縣政府成立於1885年5月14日。縣名是以達科他準州議員詹姆斯·麥克亨利命名。